# Eduardo Zapateiro
Eduardo Enrique Zapateiro Altamiranda(Cartagena, Bolívar; 18 de julio de 1962) es un oficial General del Ejército Nacional de Colombia. El 27 de diciembre de 2019 fue designado por el presidente de la República, Iván Duque Márquez, como comandante del Ejército Nacional de Colombia en reemplazo del general Nicacio Martínez Espinel.
El general Eduardo EnriqueZapateiro Altamiranda planeó y lideró la Operación Fénix, en marzo de 2008, con la cual fue abatido Luis Édgar Devia Silva, alias Raúl Reyes, segundo cabecilla de las desmovilizadas FARC-EP, consolidando por primera vez una acción militar dirigida contra la estructura de mando de las FARC-EP en su nivel más estratégico. Tal acción fue controvertida, por cuanto se desarrolló en territorio ecuatoriano, lo que llevó al procesamiento penal del General Freddy Padilla de León, entonces comandante del Ejército Nacional de Colombia.
Así mismo, dirigió durante seis meses la Operación Elipse,a través de un esfuerzo sostenido para la configuración operacional, previo a la Operación Jaque, que permitió el rescate de 15 militares, policías y políticos colombianos, junto a tres ciudadanos estadounidenses que llevaban secuestrados más de diez años en las selvas colombianas.
En el 2010 lideró en todas sus fases la Operación Camaleón, en donde se logró el rescate de cuatro militares y policías secuestrados por las FARC-EP.[cita requerida]
Es señalado de acoso sexual en 2025. luego de que se hicieran públicos unos mensajes donde aparentemente se muestra como acosa sexualmente a Liliana del Pilar Zambrano Ruiz, abogada y esposa del coronel José Luis Esparza, conocido por liderar la histórica Operación Jaque.

## Estudios
El general Zapateiro es profesional en Ciencias Militares de la Escuela Militar de Cadetes General José María Córdova de donde se graduó el 1.º de diciembre de 1985 siendo ascendido a Subteniente del arma de Infantería.
Así mismo, Zapateiro cuenta con una especialización en Alta Dirección Empresarial y una maestría en Seguridad y Defensa, sumados a múltiples cursos militares tanto en Colombia como en el exterior.

## Principales Cargos
- Jefe Reglamentación, Investigación y Doctrina de la Escuela de Infantería.
- Comandante de la Escuela de Paracaidismo Militar (ESPAM) en el Fuerte Militar de Tolemaida.
- Comandante y fundador del Batallón de Comandos No. 1 Ambrosio Almeida, en el Fuerte Militar de Tolemaida.
- Comandante del Batallón Colombia No. 3 en la Península del Sinaí.
- Director de la Escuela de Soldados Profesionales Soldado Pedro Pascasio Martínez ubicada en el municipio de Nilo, Cundinamarca.
- Comandante del Comando Operaciones Especiales del Ejército número 1 (COESE).
- Comandante del Comando Unificado de Operaciones Especiales (CUNOE).
- Comandante de la Décima Brigada Blindada en el departamento de La Guajira.
- Comandante de la Quinta Brigada con jurisdicción en el departamento de Santander.
- Director de la Escuela Militar de Cadetes General José María Córdova, ubicada en la ciudad de Bogotá.
- Comandante de la Fuerza de Tarea Conjunta Omega, cuyo puesto de mando se encuentra ubicado en el Fuerte Militar de Larandia, Caquetá.
- Comandante del Comando Conjunto de Operaciones Especial (CCOES), liderando el esfuerzo principal de las Fuerzas Militares en la ejecución del Plan de Guerra Bicentenario Héroes de la Libertad.
- Comandante del Ejército Nacional de Colombia.

## Controversias

### Pronunciamientos en el caso de los "falsos positivos"
Diversos sectores de opinión, defensores de Derechos Humanos y la Jurisdicción Especial para la Paz, cuestionaron la idoneidad del general para enfrentar las acusaciones al ejército en el caso de los "Falsos positivos", cuando era comandante de dicha institución. Varios sectores de la prensa y la opinión interpretaron que el general Zapateiro llegó a llamar públicamente a los magistrados de la JEP "víboras venenosas", aunque él negó que se refiriera a ellos.

### Pésame por la muerte de alias 'Popeye'
En febrero de 2020, cuando se conoció la muerte del reconocido sicario Jhon Jairo Velásquez, alias 'Popeye', quien fuera uno de los hombres de confianza del narcotraficante Pablo Escobar, el general Zapateiro se pronunció públicamente expresando sus condolencias a la familia del reconocido homicida, señalando expresamente que "lamentamos mucho la partida de Popeye". Esta situación le generó muchas críticas de diversos sectores, donde incluso algunos congresistas y víctimas del conflicto le enviaron una carta al presidente Duque calificando a Zapateiro de "indigno" de su cargo por tales declaraciones, pues Popeye era un criminal que se jactaba de haber asesinado directamente a más de 300 personas y haber participado del homicidio de otras 3000 personas, entre las que había varios miembros de la fuerza pública.

### Falsa noticia sobre la muerte del coronel Pérez
En septiembre de 2021, el general Zapateiro publicó un vídeo en que informaba que, de acuerdo con "fuentes de alta credibilidad" se podía confirmar el asesinato del coronel Pedro Enrique Pérez a manos de una disidencia de las FARC-EP, en territorio venezolano, en el vídeo llegó a lamentar los hechos y a expresar sus condolencias por lo ocurrido al poco tiempo, se conoció una prueba de supervivencia, donde las disidencias confirmaban que tenía secuestrado al coronel Pérez y desmentían su muerte, Zapateiro primero salió a referir que le había "llamado la atención" a sus oficiales y suboficiales para no volver a caer en "ingenuidades", reconociendo así que hubo un error en la inteligencia militar que confirmó la muerte del oficial, pero posteriormente se publicó una versión según la cual el comunicado falso fue elaborado de forma deliberada como "estrategia militar" para presionar la publicación de una prueba de supervivencia del coronel Pérez.

### Uso de la fuerza durante el Paro Nacional de 2021
Zapateiro ha sido acusado de ser el responsable de la muerte de jóvenes durante el Paro Nacional de 2021, durante el cual fueron constantes las denuncias sobre uso desproporcionado de la fuerza por parte de la policía y el ejército colombiano, así como por la realización de actos evidentemente irregulares por parte de las fuerzas armadas del país. Se vivieron episodios donde civiles armados dispararon contra manifestantes, estando al lado de agentes de policía y del ejército, sin ser detenidos ni requeridos. Las cifras finales del Paro evidencian unos 80 civiles muertos durante las protestas y 129 desaparecidos, situación que fue ampliamente criticada tanto nacional como internacionalmente.
A pesar de la gravedad de las cifras y los evidentes hechos de uso desproporcionado de la fuerza y actuaciones irregulares por parte de la policía, el general Zapateiro, en vez de solicitar mayor rigor y contención entre sus hombres, se desplazó a la ciudad de Cali, epicentro de las protestas y los abusos, donde le manifestó abiertamente a miembros de la policía su respaldo incondicional, señalando expresamente que "estamos haciendo la cosas bien" y que le había "puesto un avión" a una periodista para que viniera a la ciudad a mostrar lo que estaba haciendo la policía y el ejército.

### Desaparición del padre de Juan Fernando Quintero
En 2019, el futbolista de la Selección Colombia de mayores, Juan Fernando Quintero, señaló a Zapateiro como el responsable de la desaparición de su padre.

### Masacre de Putumayo
El 28 de marzo de 2022, el ejército colombiano realizó una operación militar en la remota vereda de Alto Remanso, jurisdicción de Puerto Leguizamo en el departamento del Putumayo, donde refirió haber dado de baja a 11 guerrilleros y haber capturado a otros 4, que quedaron heridos, la operación se ejecutó mientras se realizaba un bazar comunitario en un caserío de la zona, aunque inicialmente el ejército señaló que se trataba de un campamento guerrillero, pronto varios medios de comunicación empezaron a publicar las versiones de las personas que estuvieron en el lugar de los hechos, donde denunciaban que la mayoría de las víctimas del ataque militar eran civiles y líderes sociales, particularmente un gobernador indígena y el presidente de la Junta de Acción Comunal y su esposa, la situación escaló cuando la fiscalía colombiana desmintió la versión inicial, señalando que no había habido ninguna captura y que no se había puesto a disposición de tal entidad ningún herido en combate. Las críticas aumentaron cuando salieron a la luz vídeos donde se ven supuestos militares colombianos ataviados de prendas de color negro, diferentes a los uniformes propios del ejército colombiano y alcanzó su punto de mayor gravedad cuando se supo que Alias "Bruno" el guerrillero contra el que había sido ejecutada la operación militar, no había estado en el lugar de los hechos y que los militares habían simulado ser guerrilleros cuando llegaron al caserío, así como que solo se incautaron 6 fusiles, lo que hace inverosímil la versión inicial, según la cual había 15 guerrilleros armados en el lugar de los hechos.
Las denuncias incluyen manipulación de la escena de los hechos, retener ilegalmente a las personas que asistieron al bazar durante varias horas, sin permitirles ver qué se hacía con los cuerpos de las víctimas del ataque, dejar morir a una de las heridas, atentar contra blancos ilegítimos como menores de edad y una mujer embarazada, que estaban desarmados y no cumplir con el principio de distinción al no usar prendas propias del ejército ni haberse identificado como militares al momento de abrir fuego contra la comunidad, la operación fue calificada como una "masacre" por los medios nacionales e internacionales. Luego de una investigación periodística de la Revista Cambio, Vorágine y El Espectador se señala a Zapateiro como responsable de la masacre.
A pesar de la contundencia de las pruebas que evidencian lo irregular de la situación militar, el general Zapateiro manifestó que no aceptaba "ningún error" y justificó la muerte de una mujer embarazada y un menor de edad desarmados, quienes no eran objetivos legítimos según el Derecho Internacional Humanitario, diciendo que "no es la primera vez donde caen mujeres embarazadas o menores de edad en una operación militar".

### Investigación por participación en política
Durante la campaña electoral para las elecciones presidenciales de 2022, Zapateiro volvió a llenar titulares por declaraciones que realizó, en este caso fue por una serie de tuits que publicó en respuesta a un trino que había hecho el candidato Gustavo Petro en alusión a las declaraciones de Darío Antonio Úsuga, alias Otoniel, donde el confeso narcoparamilitar había manifestado tener en su "nómina" a varios generales del Ejército Nacional. La respuesta de Zapateiro no se limitó a defender las Fuerzas Militares de las acusaciones del candidato, sino que también incluyó severos ataques contra este, entre los que se contaban alusiones al episodio donde este fue grabado recibiendo fuertes sumas de dinero en bolsas de basura, situación que fue calificada como participación en política por amplios sectores de la opinión pública colombiana a los pocos días de publicados tales trinos, la Procuraduría General de la Nación anunció que abriría una investigación contra Zapateiro por presunta participación en política, situación que violía los preceptos de los militares colombianos por cuanto en Colombia la Fuerza Pública no pueden participar de ninguna forma en política electoral.

### Investigación por desvío de recursos públicos
En mayo de 2022 la alianza informativa de la Revista Cambio y Noticias Uno hizo publica una investigación que venía cursando contra Zapateiro desde 2020, en la cual, la fiscalía general de la nación, llevaba un proceso iniciado en virtud de una compulsa de copias que había hecho en 2019 una juez penal militar de Bucaramanga, al evidenciar presuntos hechos de corrupción cometidos entre 2013 y 2014, en una brigada que dirigía el entonces Brigadier General Zapateiro, los hechos consistían en el supuesto desvío de recursos pagados por empresas y minas que requerían de escolta militar para mover explosivos para sus operaciones industriales, recursos públicos que habrían sido apropiados ilegalmente por parte de Zapateiro y dos subalternos suyos, mediante la solicitud de pagos irregulares a cuentas de particulares diferentes a las de la brigada, que debía recibir tales dineros.

## Condecoraciones
Zapateiro recibió 70 condecoraciones y medallas militares nacionales y extranjeras durante su carrera, como reconocimiento por su labor, algunas de ellas son:

### Órdenes
- Cruz de Boyacá en las categorías de Comendador,Gran Oficial y Gran Cruz.
- Del mérito militar José María Córdova en la categoría Gran Oficial y Gran Cruz.
- Del mérito militar Antonio Nariño en la categoría Gran Oficial y Gran Cruz.

### Medallas
- Servicios Distinguidos en Orden Público por décima segunda vez.
- Servicios Distinguidos en Operaciones Especiales por segunda vez.
- Servicios Distinguidos al Ministerio de Defensa Nacional.
- Servicios Distinguidos del Comando General de las Fuerzas Militares.
- Tiempo de Servicio 30 años.

### Distintivos
- Lancero
- Paracaidista Militar.
- Contraguerrilla en tercera categoría.
- Airborne.
- Infiltración a grandes alturas (IAGA).
- Contraguerrillas.
- Comando Especial Terrestre.
- Profesor Militar e Instructor.
- Operación Colombia.
- Honor al deber cumplido Brigada de Fuerzas Especiales.
- Citación Especial de la Victoria Militar.